# Edmund Hoefer

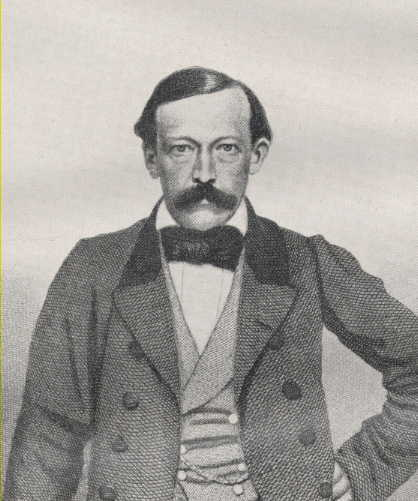
Edmund Hoefer

Edmund Franz Andreas Hoefer (* 15. Oktober 1819 in Greifswald; † 22. Mai 1882 in Cannstatt) war ein deutscher Novellist und Literaturkritiker.

## Biographie
Edmund Hoefer stammte aus einer alten Gelehrtenfamilie ab, zu der auch sein Bruder, der Sprachwissenschaftler und Indogermanist Albert Hoefer sowie deren gemeinsamer Vorfahr, der Pfarrer Johann Cyriacus Höfer zu zählen sind. Er war der Sohn des Stadtgerichtsdirektors Carl Andreas Hoefer (1781–1853) und der Christiane Sophie Waldeck († 1834), einer Schwägerin des Mathematikers Carl Friedrich Gauß. Hoefer studierte nach seinem Reifezeugnis 1839 an den Universitäten Greifswald, Heidelberg und Berlin Philologie und Geschichte, an denen sich 1842 noch eine kürzere Wehrpflichtzeit anschloss.
Bereits während seiner Gymnasialzeit, als er bereits 84 Balladen-ähnliche Gedichte geschrieben hatte, und vor allem während seiner Studienjahre, zeigte sich Hoefers Neigung zum schriftstellerischen. So war es für ihn selbstverständlich, dass er keine Universitäts- oder Schullaufbahn einschlug, sondern sich fortan verstärkt seinen Gedichten und Novellen widmete. In der Gesellschaft auf Grund seines ungeregelten Lebens so nicht akzeptiert, umgab sich Hoefer mit Freunden wie beispielsweise der Familie Ziemssen auf dem Rittergut Boltenhagen, die seine Neigung und Wesenart tolerierten. Nebenbei musste er sich in Greifswald stets um seinen nach dem frühen Tod seiner Mutter kränkelnden Vater kümmern, der von seinen schriftstellerischen Ambitionen nichts wissen durfte, und ihm die Zeit mit Vorlesen vertreiben. Mittlerweile ließ Hoefer aus diesem Grund einige Novellen und Geschichten noch unter einem Pseudonym in dem Morgenblatt für gebildete Stände der Cotta’sche Verlagsbuchhandlung in Tübingen veröffentlichen. Diese verschafften ihn nachhaltigen Erfolg und die besondere Anerkennung des Verlagschefs persönlich und damit letztendlich die Akzeptanz seiner Arbeit durch seinen Vater. In gleicher Weise trat er mit dem Verleger Adolph Krabbe in Stuttgart in Verbindung, bei dem Hoefer ebenfalls eine Reihe von Publikationen veröffentlichen ließ.
Nachdem im Jahre 1853 der Vater verstorben war und jetzt frei von familiären Zwängen, ließ sich Edmund Hoefer endgültig im Stuttgarter Raum nieder. Nun versuchte er sich nachträglich auf Wunsch seines Vaters und auf Anregung von August Boeckh hin, noch einmal an einer rein wissenschaftlichen Arbeit über griechische Kolonien auf Sizilien, die er zunächst als Dissertationsarbeit bei der Universität Greifswald einreichte. Nachdem diese aber durch Friedrich Wilhelm Barthold abgewiesen worden war, reichte Hoefer sie in Jena ein und er erhielt hier im Jahre 1854 endlich sein Doktordiplom. Zukünftig blieb er aber seinem eigentlichen Genre und seiner neuen Heimat treu und begründete noch im gleichen Jahr gemeinsam mit Friedrich Wilhelm Hackländer die Zeitschrift Hausblätter, an der viele angesehene Schriftsteller jener Zeit mitwirkten. Weiterhin betätigte Hoefer sich als anerkannter und sachlicher Literaturkritiker vor allem der „Schönen Literatur“. Hier in Stuttgart fand er nun seine erfolgreichste Zeit und verkehrte mit den einflussreichsten Künstlern jener Tage wie beispielsweise Johann Georg Fischer, Ferdinand Freiligrath, Karl Gerok, Karl Mayer, Emma von Suckow und Anderen. Zuletzt gab er die Bibliothek für unsere Frauen heraus. Ab 1881 jedoch war er zunehmend gesundheitlich beeinträchtigt und verstarb nach langer Krankheit am 22. Mai 1882 in Cannstatt bei Stuttgart.
Edmund Hoefer war verheiratet mit Elise Therese von Rodbertus (1827–1895), Tochter des Gutsbesitzers Christian von Rodbertus in Gransebieth, einem Vetter des preußischen Ministers Johann Karl Rodbertus. Mit ihr zusammen hatte er eine Tochter und einen Sohn.

## Schriftstellerisches Wirken
Nach seinen frühen Balladen folgten später lyrische Gedichte, und Liebeslieder sowie schließlich die ersten Novellen. Oftmals flossen dabei Personen und Begebenheiten aus seinem Leben ein. So verherrlichte er beispielsweise in der Figur des Stadtrichters Michael Wohlgemuth in seinem Roman Ein Findling die Person und das Umfeld seines Vaters oder auch Erinnerungen aus den vielen Gesprächen mit seinen verschiedenen Freunden. Seine ersten Erzählungen gab er später vereinigt unter dem Titel: Aus dem Volk heraus. Mit seinem Roman Norien, Erinnerungen einer alten Frau widerlegte er entschieden die Meinung, dass seine Begabung bloß für den kleinen Raum der Novelle ausreiche. Jedoch blieb ihm nicht erspart, dass sein Talent durch eine zu schnelle Folge von Produktionen und einer damit verbundenen gewissen Oberflächlichkeit, zunächst nicht entsprechend zur Geltung und Würdigung kam.
Hoefers Vorzüge lagen in seiner energischen und lebendigen Charakteristik, in seiner Lebensfülle und der stimmungsvollen Schilderung von Landschaften und häuslichen Umgebungen seiner Gestalten. Eine wahrhaft dichterische Ader offenbarte sich namentlich in der Darstellung trotziger, spröder, verschlossener, aber echter und herzenswarmer norddeutscher Naturen sowie in der lebendigen Wiedergabe ausgebreiteter Familienbeziehungen und erblicher Familieneigentümlichkeiten. In seinen älteren Büchern Aus dem Volk, Schwanwiek, Norien und andere, aber auch in einzelnen Partien der neueren Romane erhebt sich Hoefer dadurch eindeutig über die Masse der Dutzenderzähler. Selbst seine minder vorzüglichen Produktionen zeichnen sich in der Regel durch eine treffliche Beschreibung meist wahrer Begebenheiten aus. Sogar die Universität Greifswald erwähnte im Rahmen ihrer 400-Jahr-Feier im Jahre 1856 nicht ohne Stolz ihren ehemaligen Studenten, dessen Dissertationsarbeit sie zwei Jahre zuvor noch abgelehnt hatte. Zu einem seiner Hauptwerke im späteren Alter zählte zweifelsfrei der Roman über Goethe und Charlotte von Stein, auf Grund dessen Zeitgenossen ihn für berufener hielten als den pedantischen Literaturkritiker und Goethekenner Heinrich Düntzer. Zahlreiche Briefveröffentlichungen von einflussreichen Zeitzeugen über seine verschiedenen Werke, wie sie in der ADB auszugsweise abgedruckt sind, zeugen von einer breiten Anerkennung seines Lebenswerkes.

## Publikationen (Auswahl)
- Aus dem Volk (Stuttgart 1852)
- Gedichte (Berlin 1853);
- Aus alter und neuer Zeit (Stuttgart 1854);
- Erzählungen eines alten Tambours (Stuttgart 1855)
- Bewegtes Leben (1856);
- Schwanwiek (Stuttgart 1856);
- Norien, Erinnerungen einer alten Frau (Stuttgart 1858, 2 Bände)
- Vergangene Tage (Prag 1859).
- Deutsche Herzen (Prag 1860);
- Auf deutscher Erde (Stuttgart 1860, 2 Bände);
- Die Honoratiorentochter (1861);
- Eine Geschichte von damals (Prag 1861);
- Die Alten von Ruhneck (Stuttgart 1862);
- Ausgewählte Gesellschaft (Stuttgart 1863);
- In Sünden (Wien 1863);
- Unter der Fremdherrschaft (Stuttgart. 1863, 3 Bände);
- Altermann Ryke (Berlin 1865, 4 Bände);
- Erzählenden Schriften, (Stuttgart 1865, 12 Bände)
- Die Herrin von Dernot. In: Die Gartenlaube. Heft 11–19, 1867.
- Neue Geschichten (Breslau 1867, 2 Bände);
- Kleines Leben (1873, 3 Bände);
- Zur linken Hand (Leipzig 1874);
- Treue siegt (Stuttgart 1874);
- Erzählungen aus der Heimat (Jena 1874, 2 Bände);
- Stille Geschichten (Jena. 1874, 3 Bände);
- Die Bettelprinzeß (Bremen 1876);
- Allerhand Geister (Stuttgart 1876);
- Deutsche Literaturgeschichte für Frauen (Stuttgart 1876)
- Wie das Volk spricht, eine Sammlung von Sprichwörtern (1876)
- Fünf neue Geschichten (1877);
- Dunkle Fenster (1877);
- Goethe und Charlotte von Stein (Stuttgart 1878).
- Der Junker (1878, 3 Bände); die plattdeutsche Erzählung
- Pap Kuhn: 'ne Geschicht’ ut de oll plattdütsch Tid (1878);
- In der letzten Stunde (1881, 2 Bände).
- Ausgewählte Schriften (Jena 1882, 14 Bände, posthum).
- Rolof, der Rekrut. In: Deutscher Novellenschatz. Hrsg. von Paul Heyse und Hermann Kurz. Bd. 12. 2. Aufl. Berlin, [1910], S. 233–295. In: Weitin, Thomas (Hrsg.): Volldigitalisiertes Korpus. Der Deutsche Novellenschatz. Darmstadt/Konstanz, 2016. (Digitalisat und Volltext im Deutschen Textarchiv)